# مارتن فريس
مارتن فريس (بالنرويجية البوكمول: Martin Friis)‏ هو لاعب هوكي جليد نرويجي، ولد في 18 نوفمبر 1965.

## وصلات خارجية
- مارتن فريس على موقع أوليمبيديا (الإنجليزية)